# Patonia
Patonia is een geslacht van kreeftachtigen uit de klasse van de Malacostraca (hogere kreeftachtigen).

## Soort
- Patonia mclaughlinae Mitsuhashi & Chan, 2006